# Sinope (satelit)
Sinope /si'no.pe/ este un satelit retrograd neregulat al lui Jupiter descoperit de Seth Barnes Nicholson la Observatorul Lick în 1914,  și este numit după Sinope din mitologia greacă.
Sinope nu și-a primit numele actual decât în 1975;   înainte de atunci, era pur și simplu cunoscut sub numele de Jupiter IX . A fost numit uneori „ Hades ”  între 1955 și 1975.

## Orbită

Grupul Pasiphae.

Sinope îl orbitează pe Jupiter pe o orbită retrogradă cu o excentricitate ridicată și înclinație mare. Orbita sa se schimbă continuu din cauza perturbațiilor solare și planetare.  Se crede că Sinope aparține grupului Pasiphae de sateliți retrograzi neregulați.  Cu toate acestea, având în vedere înclinația sa medie și culoarea diferită, Sinope ar putea fi și un obiect independent, capturat independent, fără legătură cu coliziunea și spargerea de la originea grupului.  Diagrama ilustrează elementele orbitale ale lui Sinope în relație cu alți sateliți ai grupului.
Se știe, de asemenea, că Sinope este într-o rezonanță seculară cu Jupiter, similar cu Pasiphae. Cu toate acestea, Sinope poate ieșii din această rezonanță și are perioade de comportament atât de rezonanță, cât și de non-rezonantă pe perioade de timp de 10 7 ani. 

## Caracteristici fizice

Sinope observat de nava spațială Wide-field Infrared Survey Explorer (WISE) în 2014

Din măsurătorile emisiei sale termice, Sinope are un diametru estimat de 35 km. Sinope este roșu ( indici de culoare B−V=0,84, R−V=0,46),  spre deosebire de Pasiphae, care este gri.
Spectrul infraroșu al lui Sinope este similar cu cel al asteroizilor de tip D, dar diferit de cel al lui Pasiphae.  Aceste diferențe ale parametrilor fizici sugerează o origine diferită de membrii de bază ai grupului.